# Parambassis

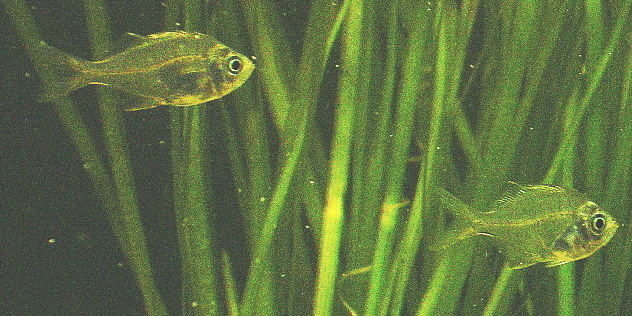
Parambassis ranga

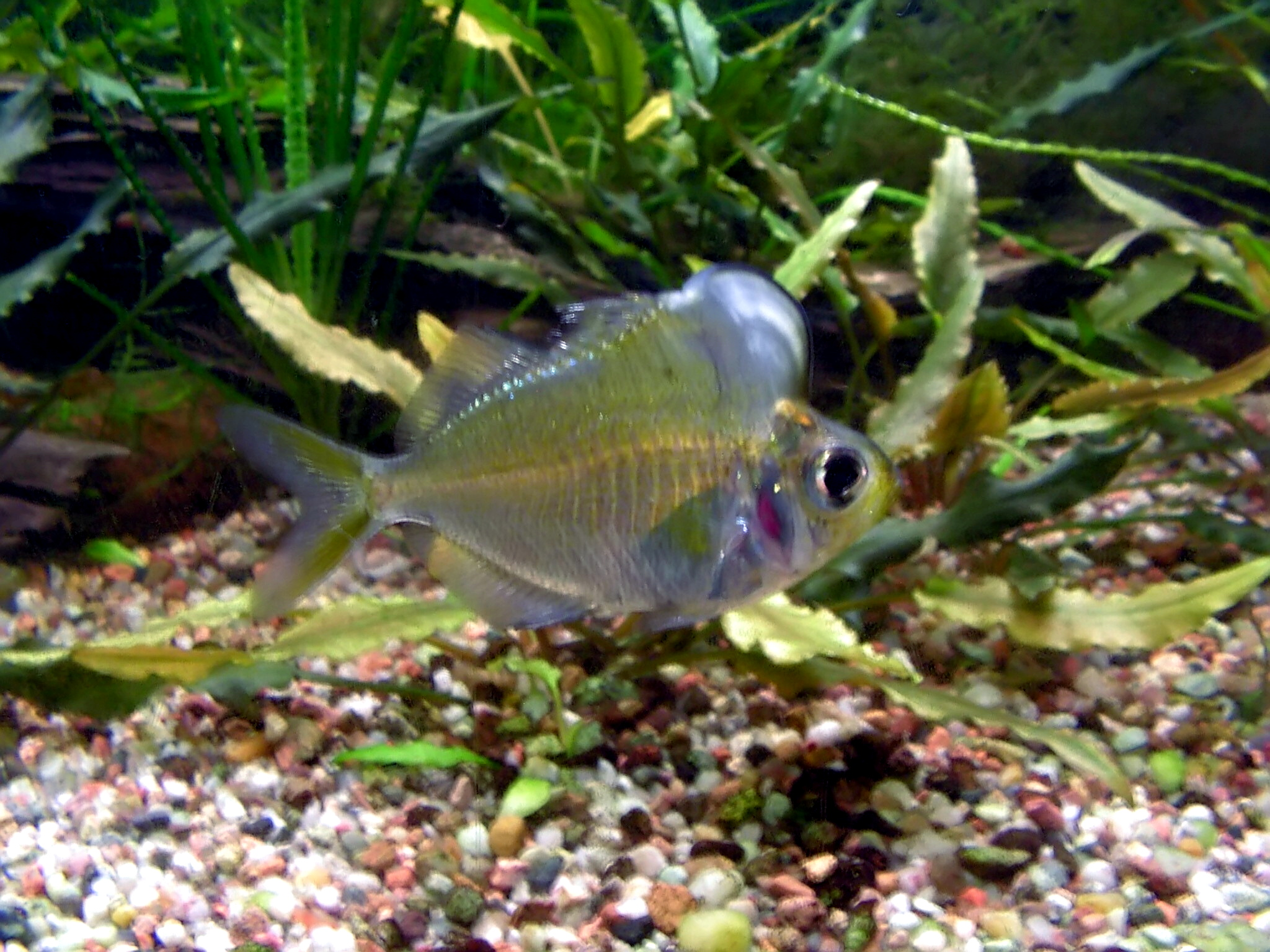
Parambassis pulcinella

Parambassis és un gènere de peixos pertanyent a la família dels ambàssids.

## Descripció
- Fan entre 3-20 cm de llargària.
- Tenen forma de rombe.
- Aletes típiques perciformes.
- Són semitransparents o transparents.[2]

## Distribució geogràfica
Es troba des del Pakistan i l'Índia fins a Indonèsia, Nova Guinea i Austràlia.

## Taxonomia
- Parambassis altipinnis (Allen, 1982)[3]
- Parambassis apogonoides (Bleeker, 1851)[4]
- Parambassis confinis (Weber, 1913)[5]
- Parambassis dayi (Bleeker, 1874)[6]
- Parambassis gulliveri (Castelnau, 1878)[7]
- Parambassis lala (Hamilton, 1822)[8][9]
- Parambassis macrolepis (Bleeker, 1857)[10]
- Parambassis pulcinella (Kottelat, 2003)[11]
- Parambassis ranga (Hamilton, 1822)[12]
- Parambassis siamensis (Fowler, 1937)[13]
- Parambassis tenasserimensis (Roberts, 1994)[14]
- Parambassis thomassi (Day, 1870)[15]
- Parambassis vollmeri (Roberts, 1994)[14]
- Parambassis wolffii (Bleeker, 1851)[16][17][18][19][20][21][22]

## Ús comercial
Algunes espècies formen part de la dieta humana a nivell local i d'altres (com ara, Parambassis ranga) són populars com a peixos d'aquari.